# Droopy's Tennis Open
Droopy's Tennis Open est un jeu vidéo de sport (tennis) développé par Bit Managers et édité par LSP Games, sorti en 2002 sur Game Boy Advance.
Il met en scène Droopy, chien créé anthropomorphe créé par Tex Avery.